# Narodni park Montagne d'Ambre
Narodni park Montagne d'Ambre je narodni park v regiji Diana na severu Madagaskarja. Park je znan po svoji endemični flori in favni, vodnih slapovih in kraterskih jezerih. Je 1000 km severno od glavnega mesta Antananarivo in je eno najbolj biološko raznolikih krajev na Madagaskarju s petinsedemdesetimi vrstami ptic, petindvajsetimi vrstami sesalcev in devetinpetdesetimi vrstami plazilcev.

## Geografija
Park pokriva površino 18.200 ha na izoliranem vulkanskem masivu, večinoma iz bazaltnih kamnin, nad okoliško suho regijo. Zanimivosti vključujejo spektakularne slapove in več kraterskih jezer. Obstajajo številne reke in potoki, park pa je povodje za mesto Antsiranana, ki je obdano s suhimi, redkimi gozdovi in polpuščavo s sukulentnimi rastlinami. Letna količina padavin v parku je 3585 mm v primerjavi s 1000 mm okoli mesta. Območje je dobilo ime po nahajališčih kopala, mehke oblike jantarja.
Amber je eden najbolj dostopnih parkov na severnem Madagaskarju. Taksiji vozijo v Joffreville vsak dan iz Antsiranane, traja približno 45 minut. Na poti po gori do vhoda v park je nekaj majhnih vasi in v Joffrevillu je koča za goste. V parku in okoli njega živita ljudstva Sakavala in Antankarana.

## Rastlinstvo in živalstvo
Večino parka pokriva montanski deževni gozd z drevesi, visokimi do 40 m, pokritimi z lianami, kukavičevkami in praprotmi, kot je ptičja praprot (Asplenium nidus). Gozd je od drugih pragozdov izoliran z okoliškimi suhimi gozdovi. Obstajajo nasadi evkalipta in eksotičnih iglavcev, borovcev, aravkarijevke in invazivnega tujerodnega grma Lantana camara. Zabeleženih je več kot tisoč vrst rastlin.
Od petindvajsetih vrst sesalcev v parku so endemiti osem vrst lemurja, obročasta vontsira (Galidia elegans) in madagaskarska cibetovka (Fossa fossana). Petintrideset od petinsedemdesetih vrst ptic je endemičnih, vključno jantarni planinski drozd (Monticola sharpei erythronotus), ki je znan samo z enega območja na masivu Amber. Park je znan tudi po dvoživkah in plazilcih, kot je listni kameleon Mount d'Ambre (Brookesia tuberculata), ki je eden najmanjših plazilcev na svetu. Obstaja petintrideset vrst žab.
- Jantarni planinski drozd, samec
- Jantarni planinski drozd, samica
- Listni kameleon Montagne d'Ambre, samec
- Listni kameleon Montagne d'Ambre, samica
- Kameleon Mount d'Ambre, samec